# Guerre nordique de Sept Ans
La guerre nordique de Sept Ans a opposé la Suède à une coalition formée du Danemark, de la Pologne et de Lübeck entre 1563 et 1570. Les combats ont continué jusqu'à l'épuisement des belligérants. Le résultat fut un statu quo, aucune des deux parties n'obtenant de gain territorial.

## Les causes

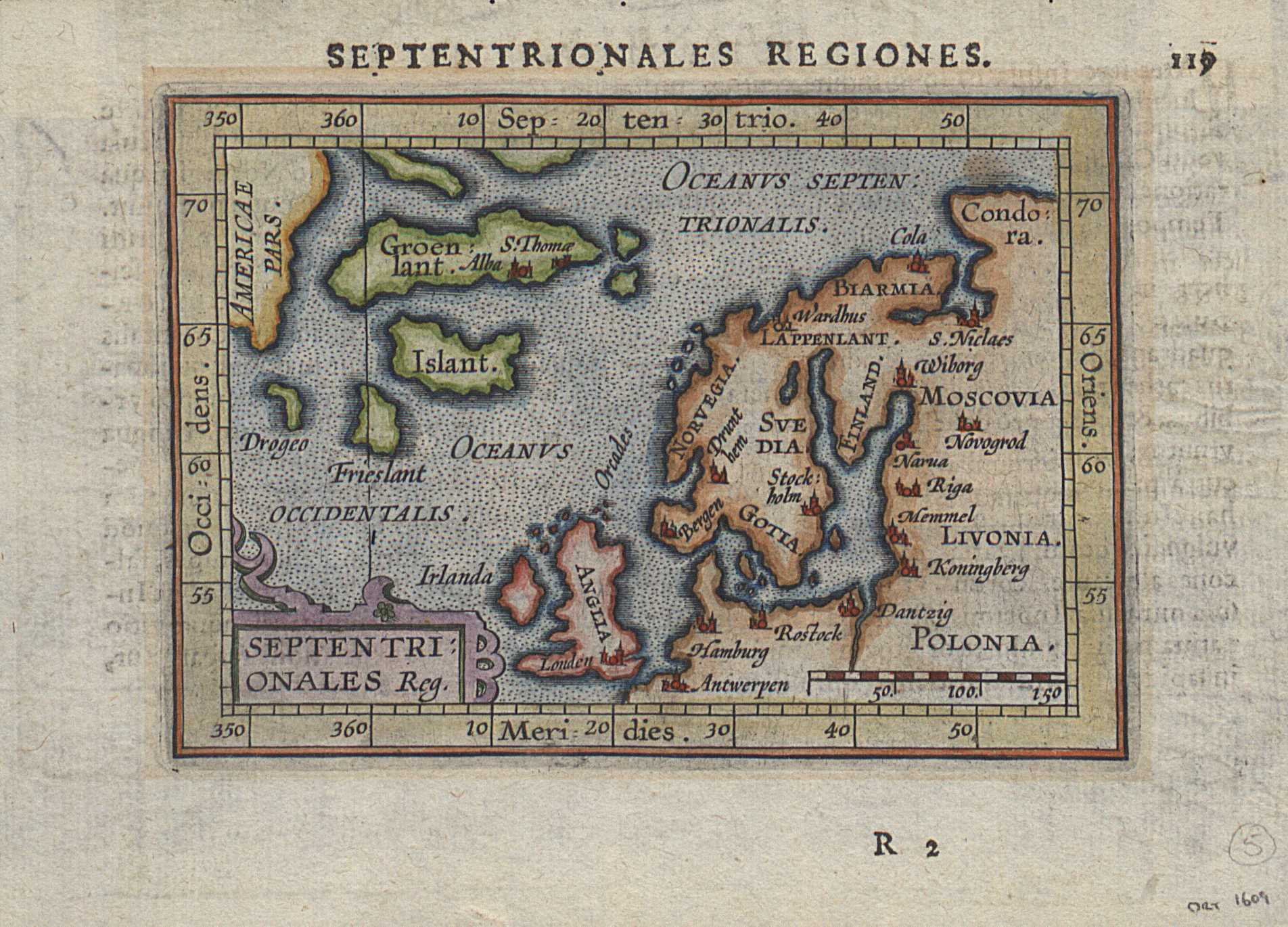
L'Europe du Nord sur une carte allemande de 1601.

L'union de Kalmar regroupait les trois royaumes scandinaves, Danemark, Norvège et Suède, de 1397 à 1523. La contestation de l'hégémonie danoise par la Suède a provoqué son éclatement, et laissé un ressentiment durable entre les deux pays. Celui-ci se manifeste à plusieurs reprises durant le règne de Gustave Ier Vasa, par exemple lorsque le roi de Danemark Christian III a inclus les armes suédoises sur ses propres armes, signe que le Danemark continuait à revendiquer la Suède.
Ceci et d'autres évènements ont créé un environnement dangereux, spécialement après la mort de Gustave Ier Vasa et de Christian III. Les deux pays ont désormais des monarques jeunes et guerriers : Éric XIV de Suède et Frédéric II de Danemark.
En février 1563, des messagers suédois sont envoyés en Hesse pour négocier le mariage d'Éric XIV avec la princesse Christine de Hesse. Ils sont retenus à Copenhague. Éric XIV ajoute alors les insignes de la Norvège et du Danemark sur ses armoiries et refuse de les ôter lorsque le Danemark le lui demande. La Suède empêche également le Danemark de s'emparer de l'Estonie.
Lübeck, furieuse des obstacles qu'Éric XIV a introduit dans le commerce avec la Russie, rejoint alors le Danemark dans une alliance offensive contre la Suède. La Pologne, désireuse de prendre sa part du commerce en mer Baltique, rejoint bientôt elle aussi cette alliance.

## Le déroulement

### Phase initiale
Les premiers mouvements militaires commencent en mai 1563. Une flotte danoise commandée par Jakob Brockenhuus (da) qui navigue sur la Baltique ouvre le feu devant Bornholm le 30 sur une flotte suédoise commandée par Jakob Bagge (en), alors même que la guerre n'a pas été déclarée officiellement. Le combat se termine par une victoire suédoise.
Des émissaires allemands sont alors envoyés pour négocier la paix, mais aucun Suédois ne se rend au rendez-vous de Rostock. Le 13 août, la déclaration de guerre est un fait en Suède, au Danemark et à Lübeck.
L'armée danoise, forte de 25 000 mercenaires, attaque alors Älvsborg. Le 4 septembre, elle prend la forteresse après trois jours de bombardement et six heures d'assaut. Cette forteresse était la porte de la Suède sur l'ouest ; le royaume est désormais coupé de la mer du Nord.
Éric XIV attaque alors Halmstad, sans résultat : la contre-offensive suédoise est repoussée par l'armée professionnelle danoise. Après le départ du roi, Charles de Mornay (en) prend le commandement et est défait par les Danois à Mared (en).
Le 11 septembre, une bataille navale éclate près d'Öland (en), après quoi la guerre marque un temps d'arrêt.

### Attaques sur terre
La Suède occupe ensuite la province norvégienne non défendue du Jämtland, avant qu'elle ne soit rapidement reprise par les forces du gouverneur norvégien du Trøndelag.
En 1564, les forces suédoises, placées sous les ordres de Claude Collart (sv), occupent les provinces norvégiennes du Jämtland, de Härjedalen et du Trøndelag, y compris la ville de Trondheim. Elles sont bien accueillies par la population locale, mais les mauvais traitements qu'elles infligent suscitent vite de la résistance. Les Suédois sont chassés du Trøndelag, mais occupent encore momentanément les deux autres provinces, avant d'en être chassés également.
L'armée danoise de mercenaires était supérieure en tous points à l'armée de paysans suédoise, sauf en un : l'armée danoise ne se bat pas si elle n'est pas payée. En raison de difficultés financières, le Danemark doit alors renoncer à son intention de prendre la forteresse de Kalmar et prépare à la place une offensive contre Stockholm.
En août, Éric XIV occupe le Blekinge et son armée y maltraite la population. La province est bientôt reprise par l'armée danoise.

### Nouvelles batailles
Le 30 mai 1564, la bataille d'Öland (en) éclate entre les flottes danoise et lübeckoise d'un côté et suédoise de l'autre, commandées respectivement par Herluf Trolle (en) et Jakob Bagge (en), mais l'issue des combats est indécise. La bataille reprend le lendemain et lors des affrontements, trois navires de Lübeck triomphent du Mars, le navire amiral suédois, et capturent l'amiral Bagge. Les 12 et 13 août, la flotte suédoise commandée par August Klas Kristersson Horn (en) prend sa revanche et bat l'escadre alliée au nord d'Öland. Elle attaque ensuite les provinces de Halland et de Scanie en 1565, et fait plusieurs tentatives au Bohuslän et en Uddevalla.
Les Danois brûlent alors Lödöse, dans la province de Västergötland. Éric XIV marche alors contre l'armée danoise, puis confie le commandement de son armée à Nils Boje. Celui-ci prend Varberg le 28 août, mais est battu par l'armée danoise, commandée par Daniel Rantzau, à la bataille d’Axtorna le 20 octobre.
Les Suédois s'en sortent mieux sur mer. Le 22 mai 1565, la flotte suédoise, toujours commandée par Horn, détruit la plus grande partie d'une flotte de Lübeck et du Danemark à la bataille de Rügen (en) près des côtes allemandes. Il bloque alors l'Øresund et prélève un droit de passage sur les bateaux qui veulent venir en mer Baltique. Il remporte ensuite une nouvelle victoire à la bataille de Buchow (en) le 4 juin 1565, puis encore une le 7 juillet suivant à la bataille de Bornholm (en). La Baltique est désormais sous le commandement des Suédois.
En janvier 1566, les Suédois mettent le siège devant la forteresse de Bohus, dans la province norvégienne du Bohuslän, sans succès. Daniel Rantzau déplace alors ses forces dans le Västergötland.
Sur mer, les Suédois continuent à dominer, prélevant à nouveau un droit de passage dans l'Öresund sans que le Danemark ne puisse faire quoi que ce soit pour les en empêcher. La flotte dano-lübeckoise subit un nouveau revers au large d'Öland le 26 juillet et est détruite par une tempête deux jours plus tard à Visby où elle avait jeté l'ancre. Horn, qui est alors appelé pour prendre le commandement des troupes terrestres, meurt le 9 septembre.
La Suède envahit alors la Norvège jusqu'au Skiensfjord, dévastant les territoires traversés, brûlant Sarpsborg et massacrant les garnisons. Les troupes suédoises continuent leurs attaques en 1567, s'emparant même de la forteresse d'Akershus à Oslo. Une fois défaits, ils se retirent en direction du nord, à travers le Hedmark et l'Oppland.

### Succès à double-tranchant
Au printemps 1567, Éric XIV perd la raison, handicapant l'effort de guerre suédois. Mais les Danois sont exténués et n'arrivent pas à lancer d'attaque sérieuse avant le mois d'octobre, lorsque Rantzau attaque le Småland et l'Östergötland avec environ 8 500 hommes. Les troupes danoises brûlent alors tous les champs et les maisons qu'elles peuvent, abattant le bétail. Elles rentrent au Halland en février 1568. La même année, Éric XIV est détrôné et une nouvelle pause intervient dans le conflit.
De nombreuses tentatives pour pousser les belligérants à faire la paix viennent de l'extérieur, que ce soit du duc de Poméranie, de France ou du Saint-Empire. Ces tentatives échouent cependant et, en 1569, la guerre reprend. Les Danois attaquent Varberg et la reprennent le 13 novembre. Les Suédois enregistrent en revanche de grands succès en Scanie.

## Négociations de paix
À ce stade, les deux armées sont épuisées. Des négociations de paix ont lieu à Stettin en septembre 1570 et un traité est signé le 13 décembre 1570. Chaque camp évacue les territoires qu'il a conquis durant la guerre. De plus, l'union de Kalmar est déclaré officiellement dissoute. Enfin, la Suède rachète Älvsborg pour 150 000 riksdalers.

## Les conséquences
La conséquence la plus significative de cette guerre est le début de la mise en place d'une armée permanente en Suède. Cette guerre, qui sera suivie par les engagements militaires continuels de la Suède au cours du siècle qui suit, a produit une capacité militaire qui fait de la Suède, pour un temps, la plus grande puissance militaire du Nord.
Le conflit a également attisé la haine entre les Danois et les Suédois et poussé les Norvégiens, jusque-là ambivalents, dans le camp danois.
Enfin, les routes utilisées pour envahir la Norvège laissent présager des attaques suédoises du siècle suivant et ont aidé à définir la politique défensive norvégienne.
Le blocage des routes commerciales a provoqué une mauvaise situation économique dans les Dix-Sept Provinces, et a précipité le début de la guerre de Quatre-Vingts Ans.

## Sources
- Guy le Moing, Les grandes batailles navales de l'histoire, Rennes, Marines éd, 2011, 619 p. (ISBN 978-2-357-43077-8)

- (en) Cet article est partiellement ou en totalité issu de l’article de Wikipédia en anglais intitulé « Northern Seven Years' War » (voir la liste des auteurs).